# Görvälns kulturpris

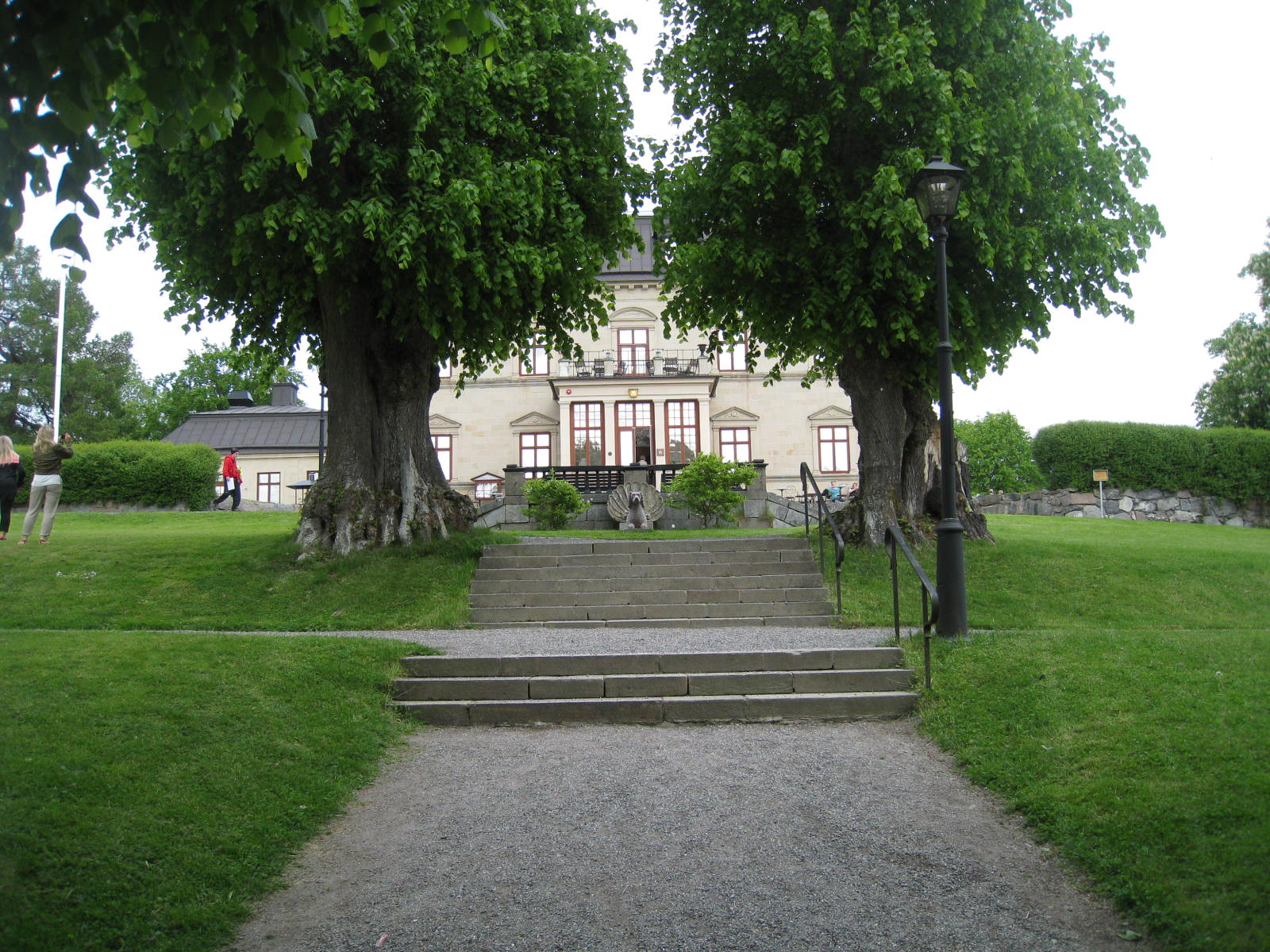
Görvälns kulturpris stödjer intressanta projekt inom kulturområdet och utvecklar Görvälns slottspark med omgivningar. Görvälns slotts anor går tillbaka till 1400-talets början. Den nuvarande byggnaden och flyglarna stod färdiga 1675. Idag sköts parken av Järfälla kommuns park- och naturavdelning.

Görvälns kulturpris är ett kulturpris som instiftades 1997 av Saab AB i Järfälla för att stödja intressanta projekt inom kulturområdet som utvecklar Görvälns slottspark med omgivningar.
Kulturpriset instiftades med tanke på dess betydelse som kultur- och naturcentrum för Jäfällaborna.
Görvälns kulturpris är förutsättningen för tillkomsten av skulpturparken, Görvälns skulpturpark, kring Görvälns slott.
Priset kan stödja idéer eller pågående arbeten. Stadgarna betonar detta, men stadgarna säger även att man kan belöna redan genomförda projekt. Såväl enskilda personer som sammanslutningar av personer kan erhålla priset. Priset kan till exempel tillfalla en förening eller en informell samarbetsgrupp.
Priset har vid tio tillfällen tilldelats konstnärer som utfört verk som placerats permanent i parken. Vid sju tillfällen har priset delats ut till föreningar eller enskilda personer med aktivt engagemang i Görvälnområdet i en vid kulturell bemärkelse. Järfälla kommun har sedan några år ett speciellt bidrag för att utveckla Görvälnområdet, framför allt som stöd för föreningsaktiviteter och evenemang. Kommunen har varit speciellt positiva till samarbeten mellan olika föreningar och aktiviteter som kan locka nya besökare till området.
Priskommittén beslutade åren 2014 och 2015 att prissumman skulle vara på 30.000 kronor. Järfälla hembygdsförening var initiativtagare till Skördefesten år 2014 och samarbetade med Görvälns koloniträdgårdsförening, Konstforum, Görvälnlammet och Naturskyddsföreningen.
"Görvälns kulturpris för år 2015 tilldelades Skulptörförbundet. Prissumman på 30.000 kronor delades ut i samband med nationaldagsfirandet vi Görvälns slott. Anders Carp från Saab AB i Järfälla gav prischecken till Skulptörförbundets ordförande Johan Ferner Ström. Saab i Järfälla delade i år ut Görvälns kulturpris för nittonde året i rad sedan 1997. Priset har till syfte att stödja intressanta projekt på kulturområdet med anknytning till Görvälns slottspark och dess omgivningar. Motiveringen löd: "Järfälla kommuns satsning på skulptur i Görvälns slottspark inleddes 1996 och de första utställningarna var ett samarbete mellan kommunen och Skulptörförbundet. När förbundet nu i år firar 40-årsjubileum sedan bildandet 1975, så återknyts kontakten i och med sommarens utställning i slottsparken." Årets pris kommer att utgöra grunden för ett ytterligare tillskott till skulpturparken vid Görväln."
De konstnärer som har tilldelats Görvälns kulturpris har fått skulpturer placerade permanent i parken. Priset delas varje år ut på Görvälndagen, som sammanfaller med nationaldagen den 6 juni.

## Mottagare av priset
- 1997 - Konstnären Sten Dunér
- 1998 - Föreningen för Teater och Dokumentation
- 1999 - Konstnären Marga Hage
- 2000 - Konstnären Hanns Karlewski
- 2001 - Järfälla Hembygdsförening
- 2002 - Konstnären Britt-Ingrid Persson
- 2003 - Järfälla Brass Band
- 2004 - Konstnären Maria Ängquist Klyvare
- 2005 - Järfälla Konstforum
- 2006 - Konstnärerna Simon Häggblom och Karin Lind
- 2007 - Landskapsvårdare Jonny Nord
- 2008 - Konstnären Ulla Viotti
- 2009 - Järfälla Musikkår
- 2010 - Konstnären Eva Lange
- 2011 - Kåre Andersson, Görvälns gårdsmuseum
- 2012 - Konstnären Maria Lilja
- 2013 - Görvälns koloniträdgårdsförening
- 2014 - Görvälns skördefest
- 2015 - Skulptörförbundet